# 바르도네키아
바르도네키아(Bardonecchia, it; 피에몬테어: Bardonecia pms; 오크어: Bardonescha oc, 프랑스어: Bardonnèche)는 토리노 광역시에 위치한 이탈리아의 도시이자 코무네로, 피에몬테주의 수사 계곡 서부에 있다. 알프스를 처음으로 가로지르는 프레쥐 철도 터널 공사로 작은 마을에서 성장했다.
이 도시는 스노보드 경기가 열렸던 2006년 동계 올림픽 개최지이다.

## 지리

철도 터널 입구

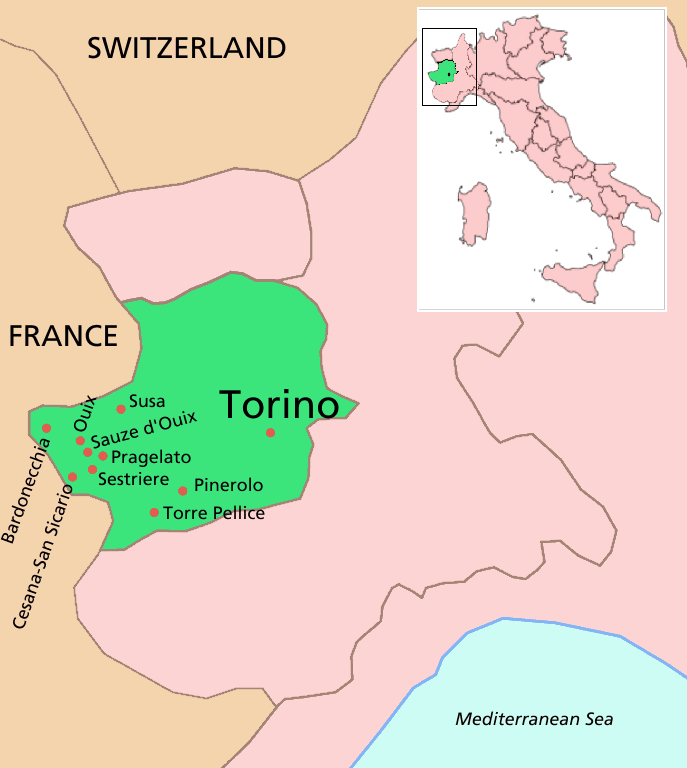
지도에 표시된 도시 위치

네 개의 계곡이 교차하는 지점에 위치하며 토리노에서 약 90 km (56 mi) 떨어진 이 도시는 여러 봉우리가 3,000 m (9,800 ft)를 넘는 산들로 둘러싸여 있다.
역사적인 중심지(보르고 베키오)는 뒤쪽에 높게 위치하며, 도시의 새로운 부분은 기차역(보르고 누오보) 주변에 건설되었다. 이 도시는 세관, 물류, 관광 관련 활동 덕분에 성장했으며, 그 결과 주변 마을들을 통합하여 수사 계곡에서 가장 큰 도시 중 하나가 되었다.
바르도네키아는 프레쥐 도로 터널과 프레쥐 철도 터널의 한쪽 끝에 있으며, 파리에서 밀라노로 가는 TGV 연결의 일부이다.
바르도네키아 코무네에는 프라치오네 (주로 마을과 작은 촌락으로 구성된 행정구역)인 레 자르노, 멜레제트, 밀라우레스, 르 글라이제, 베아우라르, 그랑주 호레스, 라 로, 로케몰레스가 포함되어 있다.
바르도네키아는 다음 코무네와 접해 있다: 아브리유 (프랑스), 브라마스 (프랑스), 엑실레스, 모단 (프랑스), 네바슈 (프랑스), 울츠.
바르도네키아는 이탈리아에서 가장 서쪽에 있는 코무네이다.

## 스포츠
- 스포르트로치아—최초의 국제 암벽등반 대회 (1985–1989).